# John Whittingdale
 (septembre 2024).
John Whittingdale, né le 16 octobre 1959, est un homme politique britannique, membre du Parti conservateur et secrétaire d'État à la Culture du Royaume-Uni entre 2015 et 2016. 
Diplômé de l'université de Londres, il est élu député pour la circonscription de Maldon dans l'Essex depuis 1992.
Pro-Brexit, il a fait partie du « Comité de campagne » du parti Vote Leave (parti créé en faveur du Brexit), qui a emporté la majorité lors du Référendum sur l'appartenance du Royaume-Uni à l'Union européenne.